# Контррельс
Ко́нтррельс, или охра́нный рельс, контруголок — устройство на железной дороге для предотвращения схода поездов с рельсов, а также для корректировки направления движения колёсной пары при прохождении стрелочного перевода. Представляет собой дополнительный рельс, металлическую полосу или уголок, установленные внутри колеи рядом с основным рельсом, которые, входя в соприкосновение, удерживают колесо в заданном пространстве в случае его отклонения от траектории.
Контррельсы устанавливаются на кривых малого радиуса для обеспечения безопасности проходящего по ним поезда, а также для уменьшения подреза гребней колёсных пар и бокового износа у рельсов наружной нити.

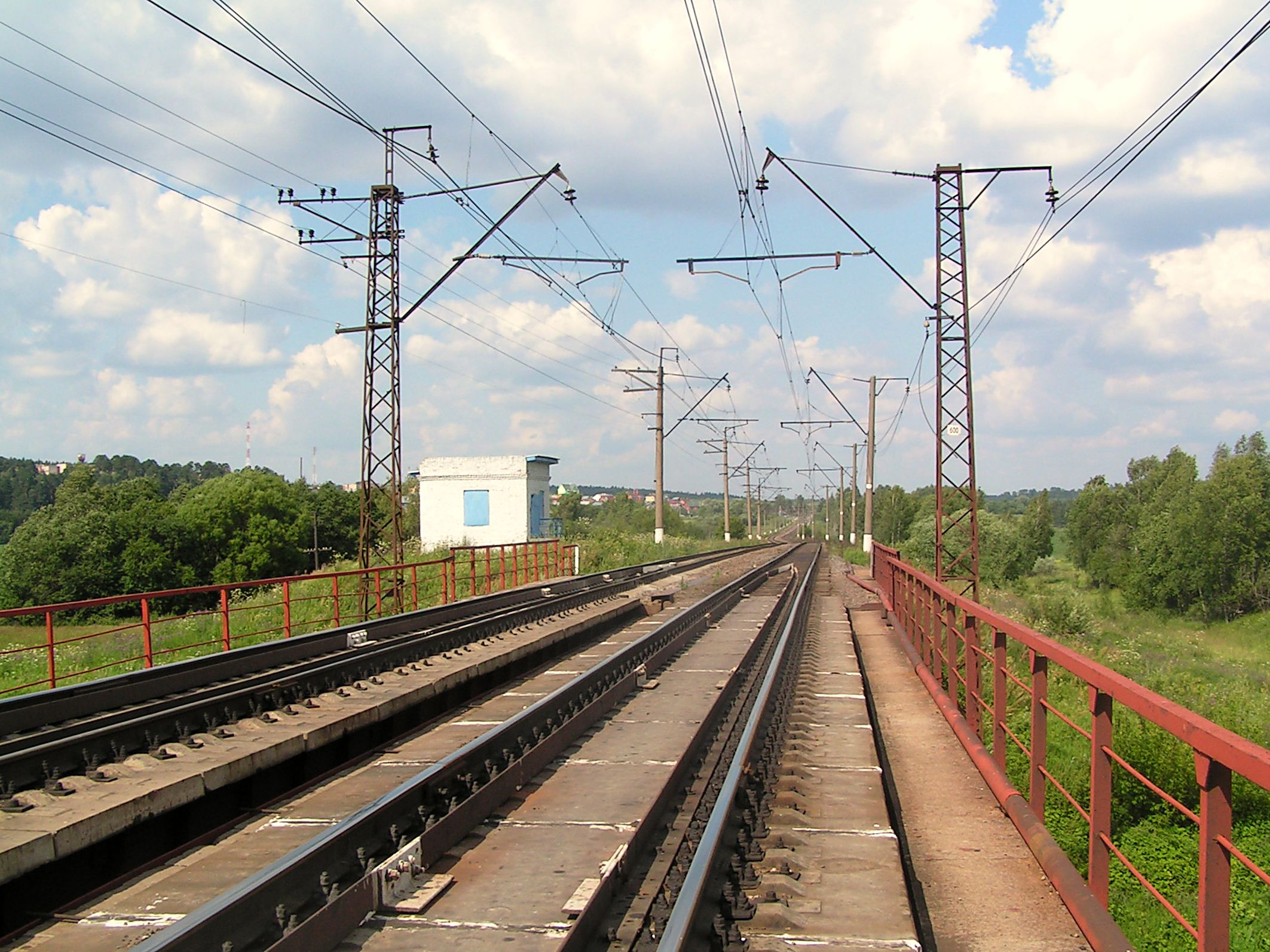
Мост, оборудованный контруголками

Также контррельсами для безопасности оборудуют мосты. Делается это для того, чтобы тележки вагона в случае схода с рельсов не могли провернуться и пойти в сторону .
Контррельсами оборудуются пункты перестановки вагонов с колеи 1520 мм на 1435 мм, так как разница в 85 мм слишком мала, чтоб вместить одну колею в другую. Поэтому путь 1520 мм на всём протяжении оборудуют двумя контррельсами, которые удерживают тележки европейской колеи от схода или провала между ходовыми рельсами.
Изготовление контррельсов в Российской Федерации регламентировано ГОСТ Р 55497-2013 «Рельсы железнодорожные контррельсовые. Технические условия». Этот ГОСТ регламентирует изготовление прокатного профиля контррельсов типа РК50, РК65, РК75, а также прокатного профильного уголка контррельсового СП 850.
Контррельс был также предложен на скоростных железных дорогах Японии Синкансэн для предотвращения схода поездов с рельсов в случае подземных толчков при землетрясениях. Представляет собой стальную полосу на 17,4 сантиметра выше обычного рельса, установленную на внутренней стороне полотна так, что один из рядов колёс состава фиксируется с двух сторон.